# Raif Husic
Raif Husić (Zusmarshausen, 1996. február 5. –) bosnyák származású német korosztályos válogatott labdarúgó, aki jelenleg a VfR Aalen játékosa.

## Pályafutása
Fiatalon a TSV Zusmarshausen és az FC Augsburg csapatainál is megfordult, majd 2012-ben a Bayern München akadémiájához került. Az U19-es csapatban szerepelt javarészt, de a tartalékok között is pályára léphetett a német negyedik vonalban. 2015-ben a Werder Bremen csapatába igazolt, de itt is a tartalékok között szerepelt, ezért 2016-ban a VfR Aalen együttesébe igazolt.

## Statisztika
2017. január 5. szerint.
| Klub              | Szezon   | Bajnokság | Bajnokság | Kupa  | Kupa | Nemzetközi | Nemzetközi | Összesen | Összesen |
| Klub              | Szezon   | Mérk.     | Gól       | Mérk. | Gól  | Mérk.      | Gól        | Mérk.    | Gól      |
| ----------------- | -------- | --------- | --------- | ----- | ---- | ---------- | ---------- | -------- | -------- |
| Bayern München II | 2013–14  | 8         | 0         | 0     | 0    | -          | -          | 8        | 0        |
| Bayern München II | Összesen | 8         | 0         | 0     | 0    | 0          | 0          | 8        | 0        |
| Bayern München    | 2013–14  | 0         | 0         | 0     | 0    | -          | -          | 0        | 0        |
| Bayern München    | Összesen | 0         | 0         | 0     | 0    | 0          | 0          | 0        | 0        |
| Werder Bremen II  | 2014–15  | 13        | 0         | 0     | 0    | -          | -          | 13       | 0        |
| Werder Bremen II  | 2015–16  | 0         | 0         | 0     | 0    | -          | -          | 0        | 0        |
| Werder Bremen II  | Összesen | 13        | 0         | 0     | 0    | 0          | 0          | 13       | 0        |
| Werder Bremen     | 2014–15  | 0         | 0         | 0     | 0    | -          | -          | 0        | 0        |
| Werder Bremen     | Összesen | 0         | 0         | 0     | 0    | 0          | 0          | 0        | 0        |
| VfR Aalen         | 2016–17  | 0         | 0         | 0     | 0    | -          | -          | 0        | 0        |
| VfR Aalen         | Összesen | 0         | 0         | 0     | 0    | 0          | 0          | 0        | 0        |
| Összesen          | Összesen | 25        | 0         | 0     | 0    | 0          | 0          | 25       | 0        |